# 모계제
모계제(Matrilineality)는 가문과 혈통을 어머니의 핏줄을 기준으로 삼는 사회를 말한다. 반대말은 부계제이다.
대체로 성씨가 아버지 가문에서 친손주가 아닌, 어머니 가문에서 외손주로 전해진다. 모계사회와 부계사회는 가문과 혈통이 어느 쪽을 따르는가를 기준으로 구별하며, 가정이나 사회에서 어느 남성과 여성의 권한을 기준으로 하지 않는다. 따라서 모권제(Matriarchy)와는 구분되는 개념이다.
모계사회는 중국, 동남아시아, 인도, 아프리카, 유럽, 북아메리카 일부 지역에서 발견되었다. 세계의 여러 지역에서 광범위하게 발견된 셈이지만 전체적으로 부계 사회에 비해 상당히 드문 편이다. 모권사회는 아직 발견된 예가 없다.

## 원시 모계 사회
19세기 후반까지 대부분의 인류학자들은 루이스 헨리 모건의 영향력 있는 책 《고대 사회》(Ancient Society)에 따라 초기 인류 사회는 모계 사회를 따랐다고 믿었다. 그리고 이 생각은 프리드리히 엥겔스의 논문 《가족, 사유재산, 국가의 기원》(Der Ursprung der Familie, des Privateigenthums und des Staats)에서 채택되었다. 모건과 엥겔스는 초기 인류가 모계 중심 사회였고, 이는 곧 공산주의로 포함된다고 주장했다. 20세기 이후로는 대부분의 인류학자와 사회학자들에게 받아들여지지 않는 이론었으나, 근래에 들어 생물학자들은 고생물학의 발전과 더불어 이 문제를 재평가해 왔으며, 많은 학자들이 초기 인류의 친족관계가 결국 모계였을 수 있다는 유전적 증거와 기타 증거를 인용하고 있다.

## 관련 서적
- 루이스 헨리 모건 저. 최달곤 역. 《고대사회》. 문화문고. 2000년. ISBN 9788977440197
- 정현백·김정안. 《처음 읽는 여성의 역사》. 동녘. 2011년. ISBN 9788972976455
- 엥겔스 저. 김대웅 역. 《가족, 사유재산, 국가의 기원》. 두레. 2012년. ISBN 9788974430931
- 와카쿠와 미도리 저. 김원식 역. 《남자들은 왜 싸우려 드는가》. 알마. 2015년. ISBN 9791185430676
- 마리야 김부타스 저. 고혜경 역. 《여신의 언어》. 한겨레출판사. 2016년. ISBN 9788984319653
- 추 와이홍 저. 이민경 역. 《어머니의 나라》. 흐름출판. 2018년. ISBN 9788965962687

## 같이 보기
- 모권제
- 부권제
- 부계제